# Ortucchio
Ortucchio település Olaszországban, Abruzzo régióban, L’Aquila megyében. Lakosainak száma 1731 fő (2023. január 1.). Ortucchio Collelongo, Lecce nei Marsi, Pescina, Trasacco és Gioia dei Marsi községekkel határos.

## Népesség
A település lakossága az elmúlt években az alábbi módon változott:
| Lakosok száma | 1811 | 1796 | 1731 |
|               | 2017 | 2018 | 2023 |